# Karl Winand Pütz
Karl Winand Pütz (* 30. März 1808 in Hochstraß (Moers); † nach 1849) war ein deutscher Pfarrer, Gutsbesitzer, Landwirt, Brauer und Politiker.

## Leben
Als Sohn eines Postmeisters geboren, studierte Pütz nach dem Besuch des Gymnasiums in Essen Evangelische Theologie in Bonn und Berlin. Während seines Studiums wurde er 1829 Mitglied der Alten Bonner Burschenschaft. Nach seinen Examen war er ein Jahr im Hilfsdienst in Köln und wurde dann 1833 von der Gemeinde Sittard in Holland und von der Gemeinde Neuss zum Pfarrer gewählt. Er entschied sich für Neuss, legte seine Stelle dann aber 1841 nieder und ging zurück nach Hochstraß, wo er Gutsbesitzer, Landwirt und Bierbrauer wurde. Später ging er nach Köln, wo er vermutlich eine Brauerei übernahm. 1849 war er Abgeordneter (Wahlkreis 1/Düsseldorf) in der Zweiten Preußischen Kammer, in welcher er dem Rechten Centrum angehörte und sich insbesondere mit dem Linken Aegidius Rudolph Nicolaus Arntz heftige Auseinandersetzungen lieferte.